# ステップ気候
|   |        |     |     |     |     |    |     |     |     |     |     |     |     |     |     |     |     |     |
|   |        | fa  | fb  | fc  | fd  | m  | wa  | wb  | wc  | wd  | sa  | sb  | sc  | sd  |     |     |     |     |
| E | 寒帯   |     |     |     |     |    |     |     |     |     |     |     |     |     | ET  | ET  | EF  | EF  |
| D | 亜寒帯 | Dfa | Dfb | Dfc | Dfd |    | Dwa | Dwb | Dwc | Dwd | Dsa | Dsb | Dsc | Dsd |     |     |     |     |
| C | 温帯   | Cfa | Cfb | Cfc |     |    | Cwa | Cwb | Cwc |     | Csa | Csb | Csc |     |     |     |     |     |
| B | 乾燥帯 |     |     |     |     |    |     |     |     |     |     |     |     |     | BSh | BSk | BWh | BWk |
| A | 熱帯   | Af  | Af  |     |     | Am | Aw  | Aw  |     |     | As  | As  |     |     |     |     |     |     |

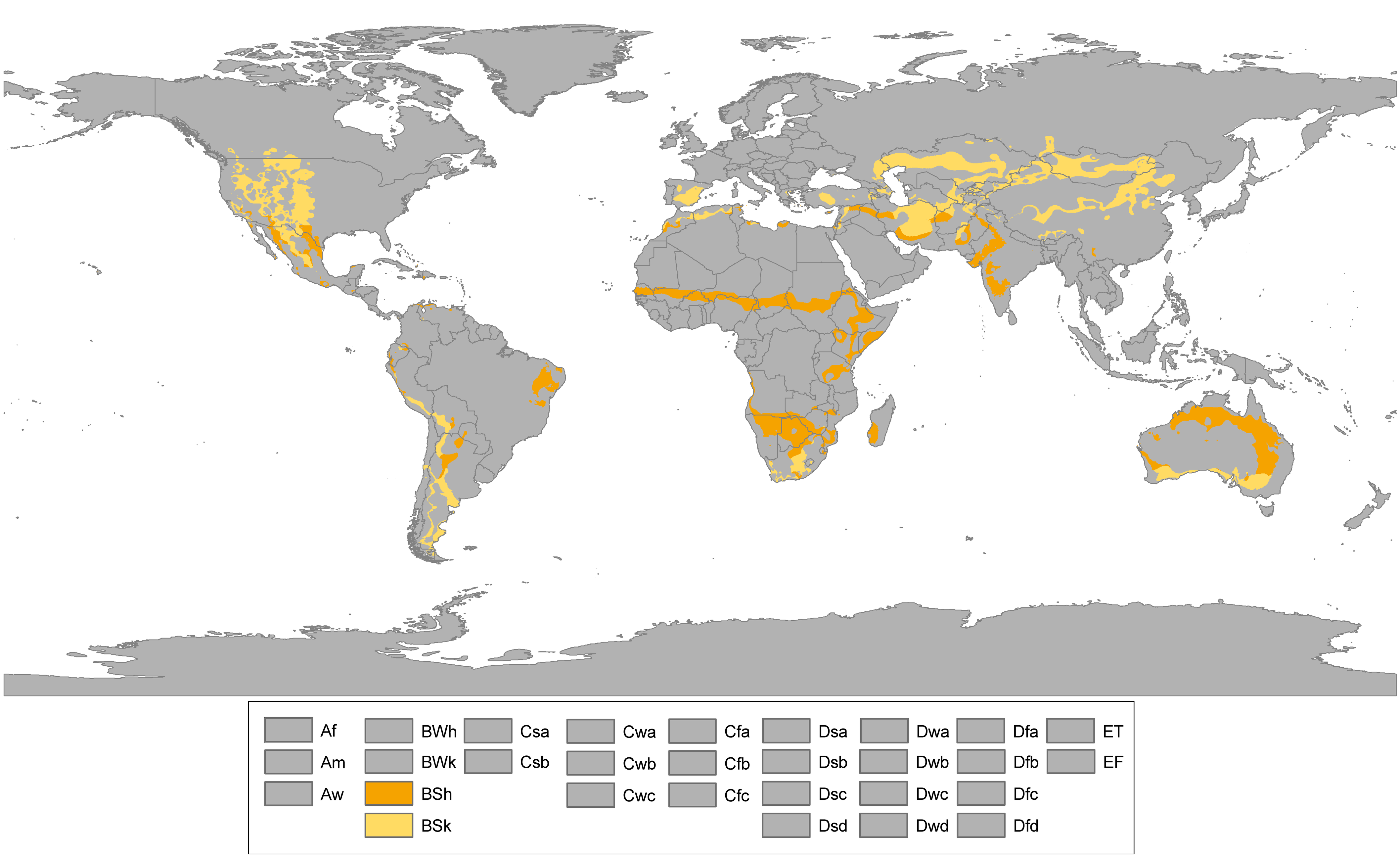
ステップ気候の分布図
BSh
BSk

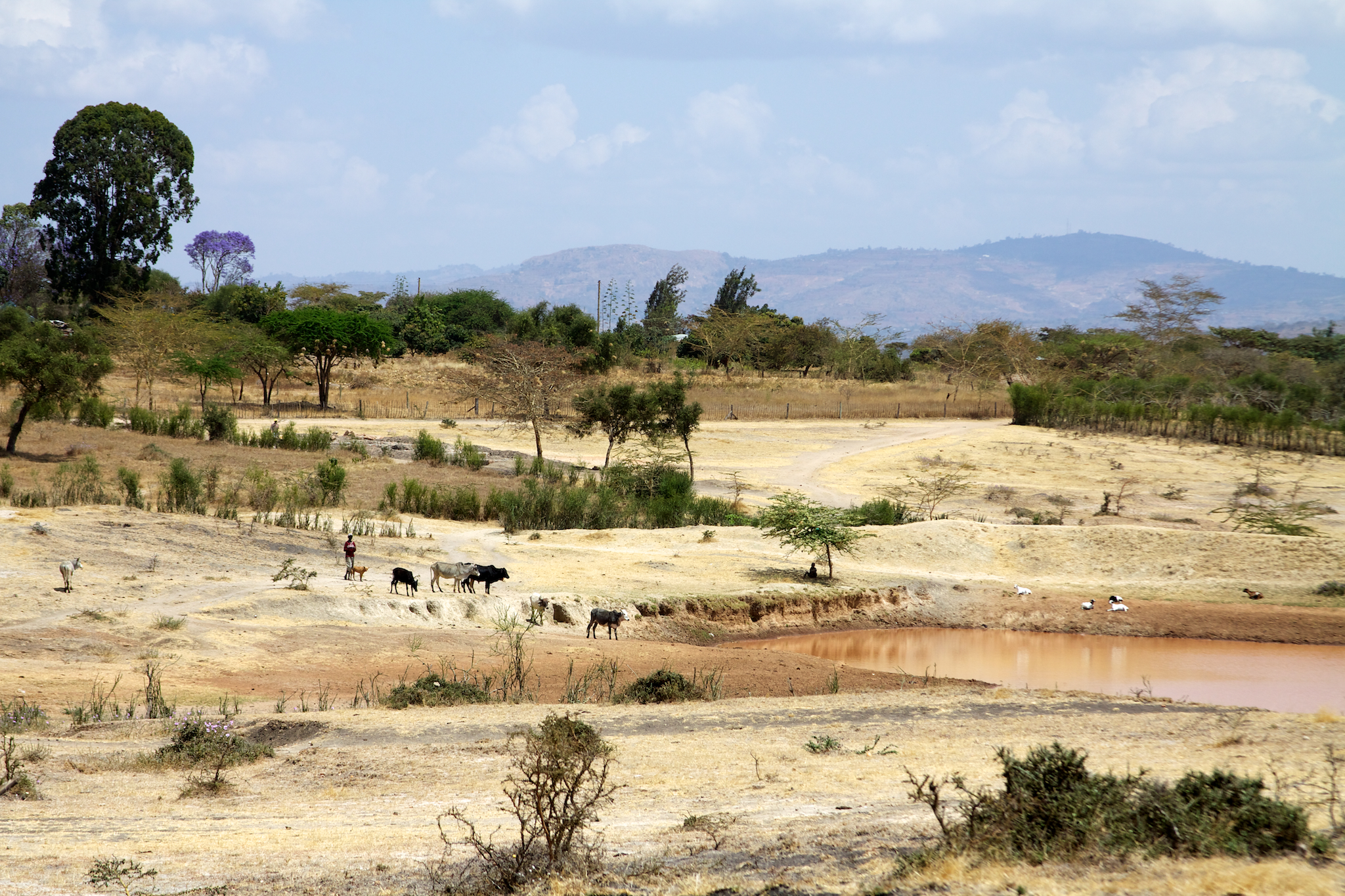
ステップ気候の地域（マチャコス）

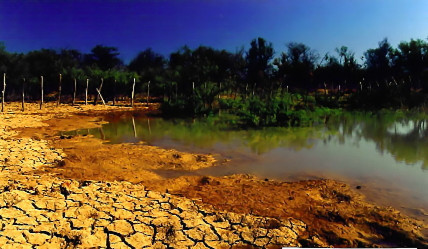
ステップ気候の地域（ブラジル）

ステップ気候（すてっぷきこう、Semi-arid climate）とは、ケッペンの気候区分における気候区のひとつで、乾燥帯に属する。記号はBSで、BShとBSkに分かれる。BSのSはドイツ語のSteppe（ステップ）に由来する。
アリソフの気候区分では気候帯4-1.亜熱帯大陸性気候に相当する。

## 特徴
BSk気候の地域では，黒や栗色の土壌（チェルノーゼム）に、ステップとよばれる丈の短い草原が広がる。年間を通して降水量は少なく雨季には少量の雨が降る。昼と夜の気温差が激しい。

## 条件
最暖月の平均気温が10℃以上であり（寒帯では無い）、年平均降水量が乾燥限界 {\displaystyle r}には満たないが{\displaystyle r}の半分以上である地域であり、
以下の式から求められる。条件に当てはまればステップ気候となる。
年間平均気温を{\displaystyle t}（℃）とし、年平均降水量（mm）が{\displaystyle r=10(t+x)}以上かつ{\displaystyle r=20(t+x)}未満を満たす。
{\displaystyle x}は以下の降水パターンの条件によって決まる。
| {\displaystyle x=14} | w（冬季乾燥/夏雨）       | 最多雨月が夏にあり、10×最少雨月降水量＜最多雨月降水量                            |
| {\displaystyle x=0}  | s（夏季乾燥/冬雨）       | 最多雨月が冬にあり、3×最少雨月降水量＜最多雨月降水量かつ最少雨月降水量が30mm未満 |
| {\displaystyle x=7}  | f（年中湿潤/年平均降雨） | wでもsでもない                                                                   |

上記の条件を満たすとき年平均気温が18℃以上ならBSh、18℃未満ならBSkとなる。

## 分布
主に砂漠気候からサバナ気候・温帯・湿潤大陸性気候への移行地域に、砂漠気候を囲むように分布している。
- モンゴル・中国北部及び西部の一部
- カザフステップ
- インドのデカン高原東部
- カーティヤワール半島 - タール砂漠東部 - パンジャーブ州北東部
- イランのゴム州、セムナーン州、ゴレスターン州東部
- イラン南西部からイラクにかけてのザグロス山脈南麓 - シリア北東部
- ヨルダン峡谷からネゲヴ砂漠北部
- リビア北部からチュニジア東部にかけての地中海沿岸の低地
- サヘル地方
- チェルノーゼム地帯
- プレーリー、グレートプレーンズ
- パンパ地方など
- 南米北部からカリブ海にかけての一部にも見られる。

### 典型的な都市
この気候区に属する都市には以下のようなものがある。
- ラホール（パキスタン）[2] - 砂漠気候に分類することもある。
- デリー（インド）- 温帯冬季少雨気候に分類することもある。
- マラケシュ（モロッコ）
- アルバカーキ（アメリカ合衆国ニューメキシコ州）
- カルガリー（カナダアルバータ州）- 湿潤大陸性気候に分類することもある。
- ホノルル（アメリカ合衆国ハワイ州）- サバナ気候もしくは熱帯夏季少雨気候に分類することもある 。
- マラカイボ（ベネズエラ）
- リオ・ガジェゴス（アルゼンチン）
- ビエドマ（アルゼンチン）
- キングストン（ジャマイカ）- サバナ気候に分類することもある。
- ダカール（セネガル）
- アリススプリングス（オーストラリア） - 砂漠気候に分類することもある。
- 北京（中国）- 亜寒帯冬季少雨気候に分類することもある。
- 満州里（中国内モンゴル自治区） - 亜寒帯冬季少雨気候に分類することもある。
- ウランバートル（モンゴル）
- チョイバルサン（モンゴル）
- ウラン・ウデ（ロシアブリヤート共和国）
- アテネ（ギリシャ）-地中海性気候との境に位置する。
- アルメリア（スペイン）-　付近にはヨーロッパ唯一の砂漠・タベルナス砂漠がある

## 気候
一年中あるいは乾季のみの間中緯度高圧帯の影響下に入るため、日本で言う秋晴れのような乾燥した晴天が続く。雨季にはある程度の雨が降るが、年間平均降水量は250-500mm程度とやや少なめである。BShや冬季乾燥型では乾燥限界が上がり、600-750mmでこの気候区に分類されていることもある。
植物の自生は可能であるが森林ではなく、草原になる。基本的に丈の短い草の草原が多いが、BShで降水量が比較的多めの地域（サバナ気候の周辺部）ではサバナと同じような丈の長い草の草原になる。特にサヘルやアラル海周辺などでは過放牧や過耕作、水源の枯渇などにより砂漠化（土地の不毛化）が進んでいる。

## 土壌と植生
黒色土（チェルノーゼム、プレーリー土）、栗色土などの肥沃な土壌が分布している。そのため、灌漑によって耕地化されている地域もある。

## 産業・その他
穀物栽培を中心とした農業が主産業となっている地域が多い。企業による計画的な大規模農業もあるが、個人や集落単位での農業も盛んである。